# Турци у Србији
Турци у Србији су грађани Србије турског порекла и Турци који живе и раде у Србији. Говоре турским језиком и исламске су вероисповести.

## Историја
Досељавање Турака у Србији је почело неколико година након Косовске битке. Први значајни талас је био у периоду од 1389. до 1455. године, који су чинили војници, спахије, службеници и трговци, који су почели да се појављују у већим градовима. Њихово присуство у Призрену је први пут забележено 1455. године. За време Османског царства уживали су на простору Србије привилегован статус, док је почетком 20. века на Косову сматрано да турским језиком говори градска елита. Живели су углавном у градским срединама.
Иако су турски муслимански и балкански хришћански свет у 14. и 15. веку били један насупрот другом, они су се међусобно преплитали и прожимали.

### Прве миграције
Први талас исељавања турског односно муслиманског становништва са територије Србије се јавља након продора српских устаника и Аустријанаца у Аустријско–турском рату (1683–1699) у дубину српске територије, када је забележена масовна сеоба муслиманског становништва. Тада су формиране и посебне махале у Једрену и Истанбулу, које и данас носе назив Нови Пазар (Јани Базар). Следе многобројни таласи који почињу након Првог српског устанка, а у појединим годинама попримају карактер правих сеоба (1804–1812, 1833,1836,1877–1879,1882, а затим 1903, 1912–1914, 1924–1925). Број исељеног становништва са ових територија у 19. и почетком 20. века немогуће је одредити, а миграција је, поред етничких Турака, обухватала и Албанце и исламизирано српско становништво.
Према Васи Чубриловићу, муслиманско становништво у Србији морало је три пута напуштати своје домове током 18. века, те он сматра да је то један од главних разлога њиховог политичког и привредног слабљења. Њихова ситуација још више је погоршана у време борбе Србије за независност. Тако су, након Првог српског устанка 1804. године, устаници већ у пролеће и лето 1805. године покушали да очисте цео Београдски пашалук од Турака, али после гушења устанка 1813. године, Турци заводе страшан терор у пашалуку где су скоро сваког дана десетине и стотине људи мучили и убијали. Стога у то време српско становништво бежи из Пашалука, а турско, односно муслиманско становништво се враћа. Након Другог српског устанка Милош Обреновић је више пута покушавао да што пре исели све Турке, па је поводом тога слао и више захтева Порти. Турска је, међутим, стално одбијала те захтеве, али је, ипак, број Турака у Београдском пашалуку стално опадао. Те миграције су, међутим, биле спорадичне и зависиле су од личне воље Турака. Исељавање у овом таласу ипак спада у категорију спонтаних миграција јер, иако је било притисака и лоше друштвене атмосфере у српском окружењу, што је изазивало страх код Турака, није постојала законска обавеза да они напусте Србију. Након Једренског мира између Русије и Турске 1829. године, султан је морао да прихвати организовано исељавање Турака из Србије. Тако је Хатишерифом из 1830. године било предвиђено да Турци не могу више становати у Србији, осим у градским гарнизонима, као и да своја имања распродају и да се иселе из свих села до 1834. године. Могли су остати само у селима која су директно била везана за градове. То су биле систематске акције током којих је већина Турака напустила Србију. Изузетак је представљало двадесетак села из Соколске нахије. Ипак, и поред отпора који су пружала, и та села су присилно исељена у лето 1834. године. Како су Турци и даље одуговлачили са исељавањем, донет је нови хатишериф из 1833. године, којим је одређен нови рок од пет година да се Турци варошани иселе из Србије. Ипак, и после овог рока у Србији је остало више хиљада Турака – Муслимана, нарочито по градовима: Београд, Шабац, Смедерево, Кладово и др. Михаило Обреновић се такође трудио да исели Турке из Србије и дефинитивно реши турско питање, јер је присуство Турака сматрано неподношљивим у Србији. Решавање тог питања убрзао је познати инцидент на Чукур чесми и турско бомбардовање Београда са Београдске тврђаве након тога. Да би се смирили сукоби у Србији, одржана је конференција у истанбулском предграђу Канлиџа 1862. године, на којој је одлучено да се турско становништво исели из Београдског пашалука, а да се градови Соко и Ужице поруше. Турска је ипак задржала гарнизоне у Београду, Шапцу, Смедереву и Кладову. Тим споразумом је такође предвиђено да Србија мора да плати Порти одштету за исељавање Турака у износу од девет милиона гроша.
Први таласи после ослобођења Србије од турске власти обухватали су етничке Турке, али и муслиманско становништво уопште. Исељеници су се насељавали у Босну, али и Турску. Иако су се враћали у матицу, како су дужи период провели на овим просторима, нису се баш увек лако сналазили у културном окружењу матице.

### Миграције у 20. веку
Миграције након Првог и Другог светског рата одвијају се на основу међудржавних уговора између држава Турске, с једне стране, и Краљевине Југославије, односно државе ФНРЈ, с друге стране. Србију тада у већем броју напушта муслиманско становништво које, поред ипак мањег броја етничких Турака, обухвата и Албанце, као и један број исламизираних Срба, у време Првог светског рата најчешће називаних конвертитима. Према званичним статистичким подацима Краљевине Југославије, у периоду од 1927–1939. исељено је из Југославије у Турску 19.278 особа. Податак је непрецизан јер обухвата само случајеве у којима је поштована процедура, док је већи број илегалних исељеника незабележен. Узрок исељавања био је, с једне стране, економски фактор, јер је уништењем феудалних односа већи број муслимана остао без прихода, па је био принуђен да се преоријентише на занатство и трговину. Осим тога, постојали су и политички притисци према „нелојалном становништву“, који кулминацију достижу средином двадесетих година, када је укинута њихова партија, као и највећи број средњих верских школа, а долазило је и до отвореног мешања државе у послове Исламске верске заједнице. Велики утицај је имала и пропаганда обе државе. Југославија је покушавала да се реши, како је сматрала, нелојалног становништва и добије земљиште за колонизацију свог становништва из других крајева, док је Турска „подесним становништвом“ насељавала крајеве из којих су претходно протерани Курди, Јермени и Грци. Кулминацију подстицаја за исељавање у обе државе представља југословенско-турска конвенција из 1938. године, којом је предвиђено исељавање 40.000 муслиманских породица у Турску. Њену реализацију, између осталог, омео је и Други светски рат. Према проценама на Косову и Метохији је после 1945. било 100.000 Турака, али је један део асимилован у Албанце. Током Другог светског рата и непосредно после њега исељавала се тзв. политичка емиграција, која се није мирила са променом државног уређења у Југославији. Масовније исељавање настаје након 1950. године, посебно након 1954. и траје до 1970. године. Поред Турака и Албанаца из СР Македоније, миграција обухвата и Муслимане из Санџака. Исељавало се на основу отпуста из држављанства Југославије и васике (дозволе) која се добијала преко турске амбасаде у Београду на основу доказа о турској припадности, за шта је често било довољно и познавање десетак турских речи. Тачан број исељеника овог таласа немогуће је утврдити, али је сигурно да је увелико преувеличан број од 190.000, који објављују турске новине „Хуријет“ од 18. априла 1978. године. Као и у претходном таласу, главни узроци исељавања су економски и политички фактор, највише повезани са аграрном реформом, колективизацијом и национализацијом, које су спроведене у социјалистичкој Југославији. Осим тога, значајно је утицао и верски фактор, а дозволе су се добијале и на основу спајања породица, при чему је породица веома широко схватана.

## Демографија
Кретање броја Турака по пописима у Србији
| Година | Турци  |
| ------ | ------ |
| 1948   | 1.914  |
| 1953   | 54.526 |
| 1961   | 44.434 |
| 1971   | 18.220 |
| 1981   | 13.890 |
| 1991   | 11.236 |

Највећи број Турака живи на Косову и Метохији, где их према попису из 2011. године има 18.738 и чине 1,01% становништва, док у остатку Србије живи 647 Турака. Према неким проценама Турака на Космету има око 30.000.

### Распрострањеност
Списак општина у којима има више од 100 Турака
| Општина                    | Становништво попис 2011 | Турци | Удео   |
| -------------------------- | ----------------------- | ----- | ------ |
| Општина Призрен            | 177.781                 | 9.091 | 5,06%  |
| Општина Мамуша*            | 5.507                   | 5.128 | 92,35% |
| Општина Приштина           | 198.897                 | 2.156 | 1,08%  |
| Општина Гњилане            | 90.178                  | 978   | 1,03%  |
| Општина Косовска Митровица | 71.909                  | 518   | 0,72%  |
| Општина Вучитрн            | 69.870                  | 278   | 0,38%  |
| Општина Драгаш*            | 33.997                  | 202   | 0,6%   |
| Општина Липљан             | 57.605                  | 128   | 0,22%  |

- Општине Мамуша и Драгаш су формиране према законима институција самопроглашене Републике Косово. Мамуша је издвојена из општине Призрен, док је општина Драгаш настала спајањем општине Гора са делом општине Призрен.

Турци чине већинско становништво у месту Мамуша, где чине 92,35% становништва, док највећи број Турака, њих 9.091, живи у Призрену и његовој околини. Призрен представља историјски, културни и политички центар Турака у Србији. У општини Гњилане живе у насељима Горњи Ливоч и Добрчане, као и у самом Гњилану. Такође, живе у Приштини, Вучитрну, Косовској Митровици и насељима Јањево и Бандулић у општини Липљан. У северном делу Косовске Митровице живе у насељу Бошњачка махала, док у јужном делу живе у разним деловима града.

## Језик
Турци говоре локалним дијалектом турског језика, док се у званичној комуникацији служе стандардним турским језиком. Такође, у региону Призрена, турским језиком се служе и поједини Албанци, Бошњаци и Роми. Уставом из 1974. године, турски језик је на Космету добио статус службеног језика. Данас на Космету, турски је службени језик у општинама Призрен, Мамуша, Приштина, Гњилане, Косовска Митровица и Вучитрн.  Према проценама око 250.000 људи на Космету говори или разуме турски језик.

## Отоманска архитектура
- Царска џамија у Приштини
- Велики хамам у Приштини
- Алтун-алем џамија у Новом Пазару
- Бајракли џамија у Београду
- Мудериз Али-ефендијина џамија у Призрену
- Синан-пашина џамија у Призрену
- Бали-бегова џамија у Нишу
- Хамам у Нишу
- Хадум џамија у Ђаковици